# Turquoise (kleur)
Turquoise of turkoois (in het Vlaams ook appelblauwzeegroen) is een blauw-groene kleur, genoemd naar het mineraal turkoois. Het mineraal werd in de zeventiende eeuw uit mijnen in Iran en Afghanistan geïmporteerd in Europa via Turkije, en kreeg zo de naam turquoise, Frans voor Turks.
De kleur is in de jaren 1950 door de Nederlandse Spoorwegen gebruikt als standaardkleur voor snelle reizigerstreinen, zoals het Spoorwegrijtuig type Plan D en de locomotieven van de series 1100, 1200 en 1300.

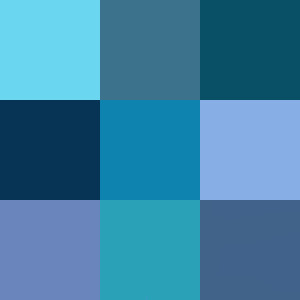
Verschillende varianten van de kleur turquoise.
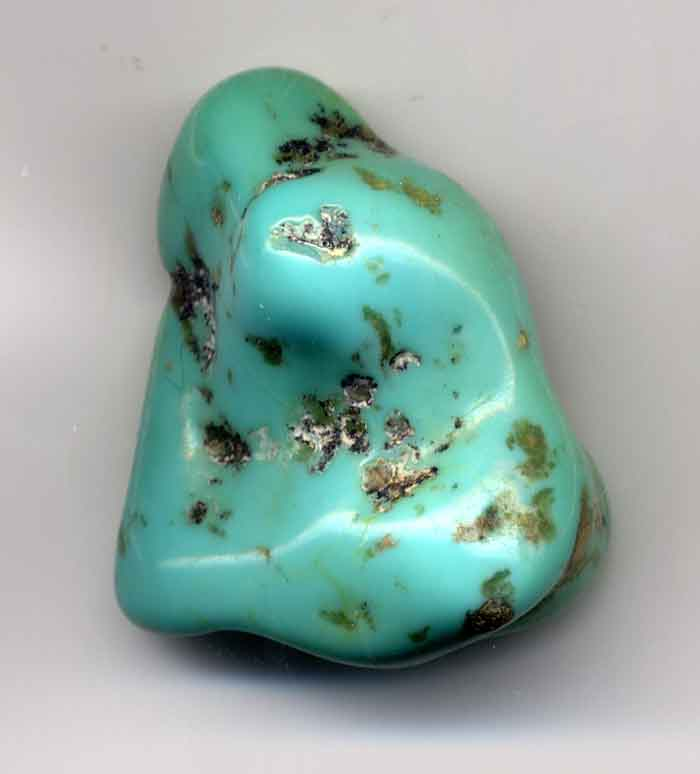
Een stukje turkoois.
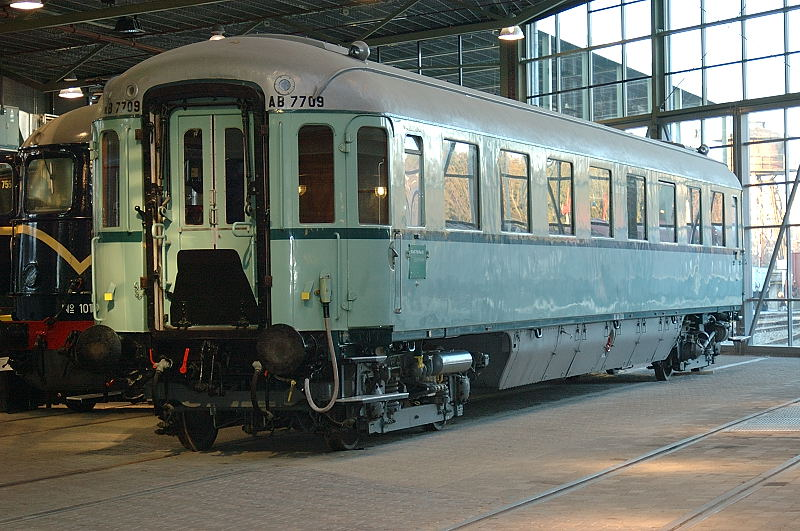
Spoorwegrijtuig type Plan D.

## Trivia
De Vlaamse kleurnaam 'appelblauwzeegroen' werd populair door de stripreeks De Kiekeboes. In het album Tegen de sterren op is er voor het eerst sprake van de zogenaamde "Appelblauwzeegroene Gids", een culinaire gids van Gerard Kreuvett, een personage dat ook in het album De anonieme smulpapen terugkwam.
Eerder werd deze "kleur" ook al gebruikt in de stripreeks Nero in het album De Ring van Petatje om het onderwaterleven te beschrijven. In dit album werd echter de kleurnaam 'aardappelblauwzeegroen' gebruikt.
primaire kleur · secundaire kleur · tertiaire kleur · complementaire kleur · kleurencirkel · partitieve kleurmenging · kleurcontrast · kleurtemperatuur

kleurcodering · kleurruimte · CIELAB · CMYK · HSL/HLS · HSV/HSB · HTML-kleuren · NCS · Pantone PMS · RAL · RGB · YIQ · YUV · YPbPr